# 斯洛伐克蘇維埃共和國

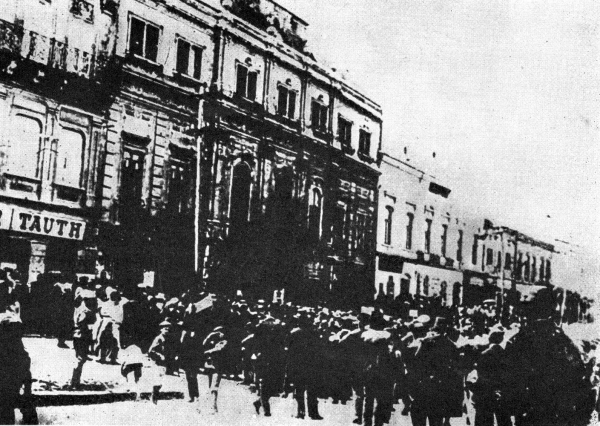
在普雷绍夫，斯洛伐克苏维埃共和国宣佈成立

斯洛伐克蘇維埃共和国是1919年6月16日—7月7日在斯洛伐克东南部成立的短命共和国。首都设在普雷绍夫。领导人是捷克记者安东宁·亚瑙谢克。
1918年，捷克斯洛伐克军队根据協約國在第一次世界大战期间做出的领土承诺，開始佔領匈牙利北部。然而，匈牙利蘇維埃共和國的軍隊佔領了上匈牙利（今天大部分的斯洛伐克），建立了斯洛伐克苏维埃共和国。
捷克斯洛伐克、罗马尼亚的軍隊與匈牙利軍爆发短暂战争之后，斯洛伐克苏维埃共和国陷落，其领土并入捷克斯洛伐克。